# Johannes Gerardus Charles Volmer
Johannes Gerardus Charles Volmer (Utrecht, 21 november 1865 – Nice, 6 mei 1935) was een Nederlands accountant en bedrijfskundige. Hij was hoogleraar aan de Technische Hogeschool in Delft en buitengewoon hoogleraar aan de Handelshogeschool in Rotterdam. Volmer wordt wel beschouwd als de nestor van de Nederlandse bedrijfskunde, en de grondlegger van de systematische studie van de accountancy in Nederland.

## Levensloop
Volmer heeft zelf geen universitaire studie afgerond. In de jaren 1880 was hij leraar boekhouden. In 1901 stichtte hij samen met Théodore Limperg en J.F. Bianchi in Nederland het eerste grotere accountantskantoor Volmer & Co. In 1904 stapte Volmer uit de maatschap die door Limberg en Bianchi nog tot 1921 werd voortgezet.
In 1909 werd hij hoogleraar bedrijfshuishoudkunde aan de Technische Hogeschool in Delft met als leeropdracht "de bedrijfsleer en het boekhouden". Hierbij sprak hij de inaugurale rede uit genaamd "Iets over zakenwijsheid". In 1908 had hij een belangrijke invloed bij de oprichting van de onderwijsorganisatie van Handelshogeschool in Rotterdam. Sinds 1914 was hij hier tevens buitengewoon hoogleraar Staatshuishouding, bedrijfsleer en boekhouding. Op 6 januari 1934 ging hij met emeritaat. In 1939 werd hij opgevolgd door Johan Frederik ten Doesschate.
Op 15 februari 1929 werd hij benoemd tot doctor honoris causa door de universiteit van Frankfurt am Main. Onder zijn studenten waren onder anderen Ernst Hijmans en Vincent Willem van Gogh. Tot zijn promovendi behoorden Anton Colijn, Nico Jacob Polak en Jan Goudriaan. Deze laatste zou in 1936 Volmers leerstoel in Delft overnemen.
Volmer is op 8 december 1886 in Utrecht getrouwd met Hendrika Buschmann (1864-1930). Uit dit huwelijk werden twee zoons en een dochter geboren. Op 28 december 1931 is hij in Wenen hertrouwd met Maartje Ales (geb. 1886). Dit huwelijk bleef kinderloos. Volmer is op 6 mei 1935 in Nice overleden tijdens een vakantie in Frankrijk. Hij werd op 15 mei 1935 begraven op Oud Eik en Duinen in Den Haag.

## Werk
Volmer heeft met zijn werk de fundamenten gelegd van de bedrijfskunde en de studie van de accountancy in Nederland.

### Boekhouden
In 1892 publiceerde Volmer met P. Katz een geschrift over boekhouden bij de Romeinen, waarover hij in die tijd al een lovende kritiek ontving. In jaren 1890 maakte hij verder naam met de heruitgave van een serie oude Nederlandsche werkjes over het boekhouden. Ook bewerkte hij het 16e-eeuwse werk Pratique brève pour tenir livres de compte à la guise et manière italienne. van Valentin Mennher.
In 1895 was hij medeoprichter van de Nederlands Instituut van Accountants, de eerste beroepsvereniging voor accountants in Nederland. Nadien zijn meerdere beroepsverenigingen ontstaan. In 1907 werkte hij zelf ook mee aan het oprichting van de Nederlandsche Accountants Vereeniging.

### Bedrijfshuishoudkunde
Met de aanstelling van Volmer in 1909 maakte de Technische Hogeschool in Delft een begin met het onderwijs in bedrijfsleer en boekhouden. Volmer was de eerste professor, die ingenieurs voorbereidde voor managementfuncties. Zelf definieerde hij zijn vakgebied als volgt:
"Bedrijfshuishoudkunde is de wetenschap, die zich bezighoudt met die wetten, die het in- en externe bedrijfsleven. Zij geeft daardoor tevens aanwijzingen met betrekking tot de „wijze, waarop bedrijven moeten worden bestuurd tot het verkrijgen en handhaven van een maximale werkdadigheid der „handelingen, om te komen tot maximal-returns, die zoowel „kunnen blijken uit: 1e. de gunstige verhouding tusschen de „verbruikte hoeveelheid energie en stof eenerzijds en de quantiteiten product anderzijds, als uit 2e. de gunstige verhouding „tusschen gelduitgaven (kosten) en inkomsten (provenuen)."
Volmer sprak van bedrijfshuishoudkunde voor het vakgebied, wat we nu kennen als bedrijfseconomie. In die tijd werd de term bedrijfsleer veelvuldig gebruikt. Volmer's opvolger Johan Frederik ten Doesschate pleitte in zijn afscheidsrede in 1946 voor afschaffing van die term bedrijfsleer.

### Taylorisme
Rond de Eerste Wereldoorlog raakte Volmer geïnspireerd door de ideeën van Frederick Taylor en zijn theorie over scientific management, en begon samen met Theo van der Waerden en Jac. van Ginneken deze ideeën in Nederland te propageren onder ingenieurs en accountants. De ingenieurs waren vooral geïnteresseerd in de "technische aspecten van het scientific management, zoals planborden en tijd- en bewegingsstudies."
Volmer had hoge verwachtingen van het Taylorisme. In macro-economisch opzicht vond hij "Taylorisatie noodzakelijk om de bloei van de industrie na de oorlog te garanderen, vooral ook vanwege de te verwachten concurrentie uit Duitsland". In het bedrijfsleven verwachtte hij dat het Taylorisme werknemers hogere lonen zou brengen en de werkgevers hogere winsten. Dat enthousiasme werd echter door weinigen gedeeld, daar men dat vooral zag als middel om het werktempo te verhogen.

### IJzerenvoorraadstelsel
In 1917 legt Volmer samen met E. Schmalenbach de grondslagen voor het ijzerenvoorraadstelsel, een voorraadbeheer methode die in het belastingrecht is vastgelegd. Dit stelsel houdt in "dat de normale ('gestadig aan te houden') voorraad grond- en hulpstoffen, goederen in bewerking en gerede producten bestendig wordt gewaardeerd naar het prijspeil bij invoering van dit waarderingsstelsel."

## Publicaties
- J.G.Ch. Volmer en P. Kats. De rekening-courant, 1892.
- J.G.Ch. Volmer. Pratique brève pour tenir livres de compte à la guise et manière italienne, van Valentin Mennher von Kempten uit 1550, heruitgave door Volmer bij J. van Druten te Utrecht, 1894.
- Luca Pacioli, J.G.Ch. Volmer en C. van Rijnberk. Verhandeling over de koopmansboekhouding, 1896.
- J.G.Ch. Volmer en F.A. van Suchtelen. Uit de practijk voor het onderwijs: opgaven tot het verkrijgen van practische bekwaamheid in het boekhouden: systematisch gerangschikt, 1904.
- J.G.Ch. Volmer. Iets over zakenwijsheid: Rede, rede ter aanvaarding van het ambt van hoogleraar aan de T.H. Delft 6 januari 1909, 1909.
- J.G.Ch. Volmer. Proeve eener gemeente-bedrijfsverordening, 1910.
- J.G.Ch. Volmer. De winstrekening en de vermogensbalans: een leidraad voor kooplieden, industriëelen en juristen, G. Delwel te 's Gravenhage, 1914.
- J.G.Ch. Volmer. Taylor-literatuur. Het Taylorstelsel met eene inleiding over stukloon en moderne loonsystemen, door Dr. Jr. Th. van der Waerden (Amsterdam ontwikkeling 1916). Haarlem, 1917.
- J.G.Ch. Volmer. De administratie van het grootbedrijf: prae-advies Nederlandsch Instituut voor Efficiency, 1923.
- J.G.Ch. Volmer. Hoe leert de handelsreiziger zijn vak?, 1923.
- J.G.Ch. Volmer. Bedrijfsorganisatie: 5 voordrachten gehouden voor leden van het personeel van Philips' Gloeilampenfabrieken, 1923.
- J.G.Ch. Volmer en Johannes Godfried de Jongh, Bedrijfseconomische studiën: een verzameling herdrukken van redevoeringen, referaten en artikelen, 1932.
- J.G.Ch. Volmer. Van boekhouden tot bedrijfsleer: een bundel opstellen ter gelegenheid van zijn vijfentwintigjarig hoogleeraarschap door oud-studenten aangeboden aan Prof. Dr. J. G. Ch. Volmer, Delwel, 1934.

- Nederlandse Thesaurus van Auteursnamen: 06945728X
- Virtual International Authority File: 281312072
- WorldCat: E39PBJwMCmgKchfRfX8Gxw97HC